# Stemel

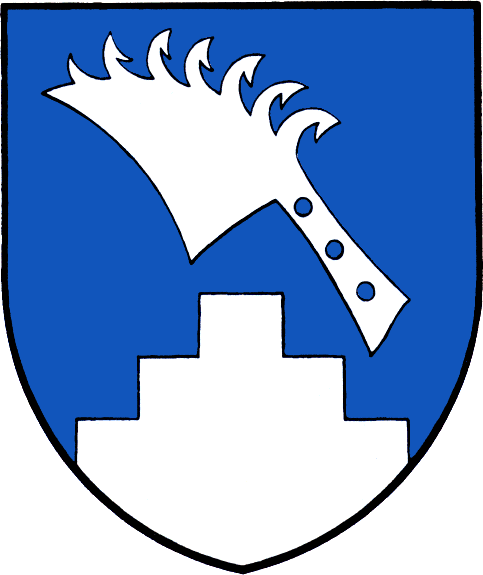
Wappen der ehemaligen Gemeinde Stemel

Stemel liegt im Hochsauerlandkreis und ist seit 1975 ein Ortsteil der Stadt Sundern (Sauerland). Es wurde 1286 erstmals urkundlich erwähnt und zählt heute 936 Einwohner.
Es gibt etliche Wanderwege und Trimm-dich-Pfade. Ein beliebtes Ausflugsziel ist der in der Nähe gelegene Sorpesee.

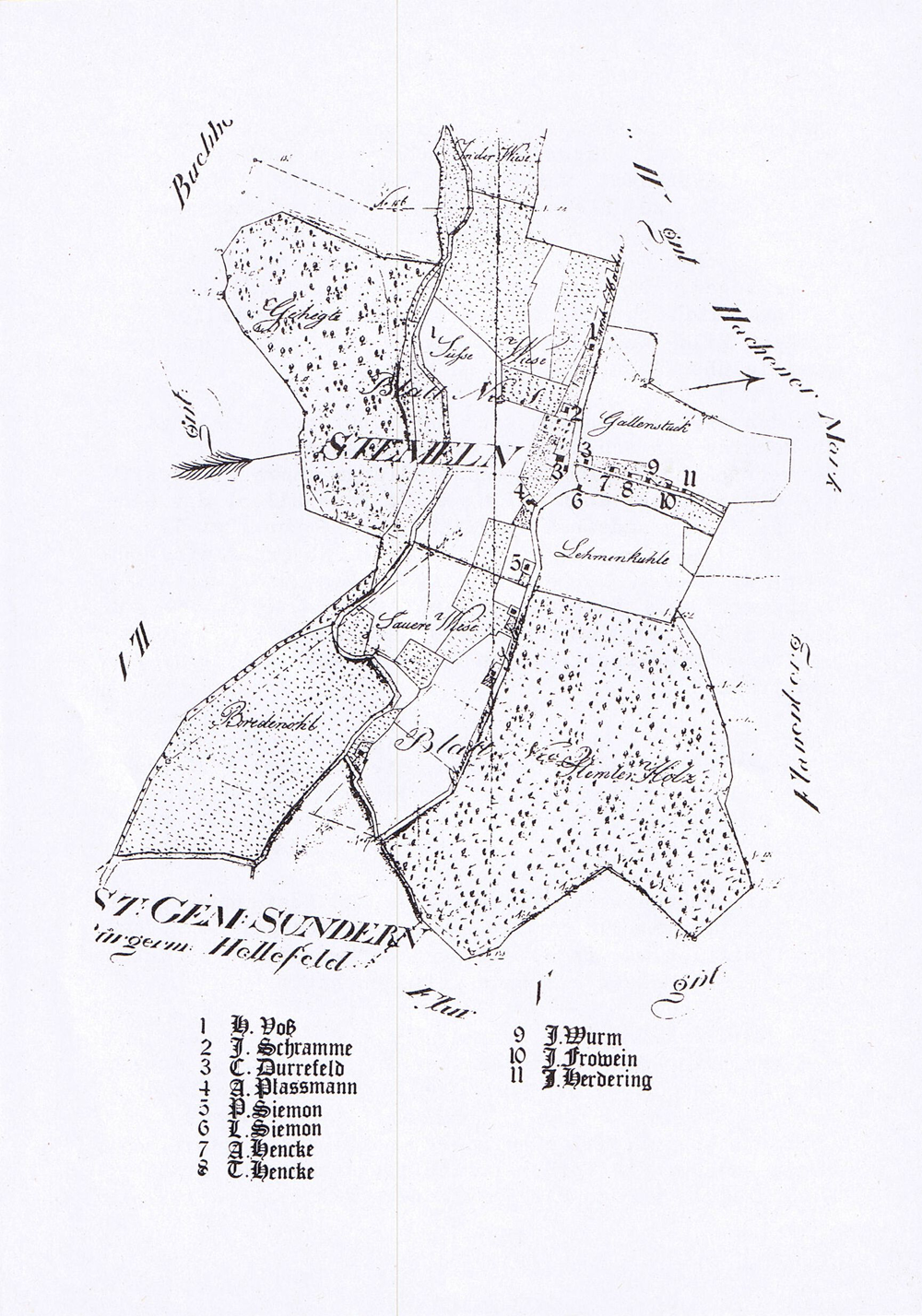
Lage- und Bebauungsplan aus dem Jahr 1829

## Geschichte
Am 15. April 1286 wird Stemel, damaliger Name Stembule, erstmals urkundlich erwähnt. Damals übergab Graf Ludwig von Arnsberg seinem Burgbewahrer in Hachen, Hermann von Muldenbern, Güter in Stembule, wie eine Urkundenabschrift in einem Kopialbuch aus dem 14. Jahrhundert bezeugt. In einem adeligen Stammbuch fand sich die Eintragung, dass Lambert von Steinbel 1354 seine Güter in Steinbel (=Stemel) an Heinrich von Binolen verkauft habe. Im Jahr 1403 wird Godert von der Reck aus erster richter Lehnsherr urkundlich erwähnt. Godert von der Reck belehnte damals Heinrich von Binolen mit dem Hof und Gut Stembole. Neben Stembule und Steinbel finden sich in den ersten Jahrhunderten der Besiedlung von Stemel auch die Namen Steimel und Stemele. Aus dem Gut Stemel ging im Laufe der Zeit Stemel hervor. Das Gut Stemel besteht immer noch. In den Gebäuden von Gut Stemel wurden von 2001 bis 2002 Wohnungen eingebaut.
Am 1. Januar 1975 wurde Stemel nach Sundern (Sauerland) eingemeindet.
Durch den Orkan Kyrill im Januar 2007 wurden die meisten Wälder in und um Stemel stark beschädigt oder völlig zerstört, wodurch sich das Landschaftsbild Stemels extrem veränderte. Es wurden zahlreiche Nassholzlager errichtet.
Während der Dürre und Hitze in Europa 2022 kam es am 19. Juli zu einem Waldbrand der rund 115.000 Quadratmeter Wald erfasste. Etwa 400 Einsatzkräfte mit Drohnen, Raupenmulcher, Schreitbagger und zwei Hubschraubern der Landespolizei und Bundespolizei, die Wasser aus der Sorpetalsperre holten, waren im Einsatz. Neben der Feuerwehr waren DRK, Wald und Holz NRW, DLRG und zahlreiche Zivile Helfer aus dem ganzen HSK. Auch Wasserförderzüge der Feuerwehr des HSK, Kreis Unna und Kreis Paderborn setzte man ein. Rund 1,4 Millionen Liter Löschwasser wurden verbraucht. 13 Feuerwehrleute wurden leicht verletzt. Noch am 25. Juli musste die Feuerwehr noch 30 Mann einsetzten, um wieder aufflammende Feuer zu löschen.

## Politik

### Wappen
Blasonierung:
In Blau die silberne (weiße) Spitze einer Saufeder über einem dreifach getreppten silbernen (weißen) Schildfuß.
Beschreibung:
Der getreppte Schildfuß soll den Ortsnamen versinnbildlichen (urspr. Stenbole = Steinhügel); eine Saufederspitze führten die Herren von Thülen im Wappen, die lange Besitzer des Guts Stemel waren. Die gewählten Farben sollen die Zugehörigkeit zur alten Grafschaft Arnsberg andeuten. Die amtliche Genehmigung des Wappens erfolgte am 30. November 1962.

## Verkehr
Durch die Linien R25, S20, 432 und N5 ist Stemel an das Busliniennetz der RLG angebunden. Stemel liegt an der Bahnstrecke Neheim-Hüsten–Sundern, auf der seit 1977 kein Personenverkehr mehr stattfindet. Die Anbindung an den Bahnhof Neheim-Hüsten ist auf Busverkehr beschränkt (September 2013). Die Wiedereinrichtung des SPNV ist im Nahverkehrsplan des Zweckverband Nahverkehr Westfalen-Lippe enthalten und wurde für die Neuaufstellung des ÖPNV-Bedarfplans des Landes NRW angemeldet. In mehreren Gutachten wurde nachgewiesen, dass eine Bedienung im Stundentakt nach Ertüchtigung der Infrastruktur möglich und volkswirtschaftlich sinnvoll ist.